# دانيلو ميجاتوفيتش
دانيلو ميجاتوفيتش (بالصربية: Данило Мијатовић) مواليد 6 أغسطس 1983 في صربيا، جمهورية يوغوسلافيا الاشتراكية الاتحادية، هو لاعب كرة سلة صربي. بدأ مسيرته الاحترافية في سنة 1997. يلعب مع إم زد تي سكوبيه في الدوري المقدوني لكرة السلة.

## المسيرة الاحترافية
لعب مع نادي رادنيتشكي كراغوييفاتس لكرة السلة من سنة 2006 إلى 2013، ثم لعب مع نادي فوتسوافك لكرة السلة في موسم 2013–2014، ثم لعب مع إم زد تي سكوبيه في موسم 2015–2016.

## روابط خارجية
- دانيلو ميجاتوفيتش على موقع fiba3x3.com (الإنجليزية)
- دانيلو ميجاتوفيتش على موقع كرة السلة الأوروبية.كوم (الإنجليزية)
- دانيلو ميجاتوفيتش على موقع ريلجم (الإنجليزية)
- دانيلو ميجاتوفيتش على موقع بروبوليرز (الإنجليزية)